# Patentblau VF
Patentblau VF (systematische Bezeichnung C.I. 42045 und Acid Blue 1) ist der strukturell einfachste Vertreter aus der Gruppe der Patentblau-Farbstoffe. Vom Patentblau V unterscheidet er sich durch die fehlende OH-Gruppe am sulfonierten Benzolring. Der Farbstoff wird auch zu den Triphenylmethanfarbstoffen gerechnet. Er liegt als Zwitterion vor und wird als Natriumsalz gewonnen und gehandelt.
Spülmittel werden mit ihm gefärbt. Außerdem wird er als Kosmetikfarbstoff und zu Vitalfärbungen verwendet.

## Geschichte
Die  Basler Firma Joh. Rud. Geigy & Co – gehört heute zu Novartis – meldete 1896 beim Kaiserlichen Patentamt des Deutschen Reichs in Berlin ein Patent für ein Verfahren zur Darstellung von Farbstoffen der Malachitgrünreihe mittels Benzaldehyd-2,4-disulfonsäure an, das am 25. Juni 1898 „ausgegeben“, d. h. veröffentlicht wurde.

## Herstellung
In Anlehnung an die Synthese des Malachitgrüns und Patentblaus V wurde der Farbstoff durch Kondensation von Benzaldehyd-2,4-disulfonsäure (4-Formylbenzol-1,3-disulfonsäure) bzw. deren Alkalisalzen mit N,N-Diethylanilin hergestellt.
Dazu lässt man eine Lösung der Komponenten in konzentrierter Schwefelsäure bei Siedetemperatur reagieren, wobei ein farbloses Zwischenprodukt mit Triphenylmethan-Struktur entsteht, die sogenannte Leukoverbindung. In einem zweiten Verfahrensschritt wird diese oxidiert, z. B. mit Blei(IV)oxid. Nach Verdünnen mit Wasser (Hydrolyse) und Neutralisieren der Säure mit Soda kann das Natriumsalz isoliert werden.
Für die Herstellung der Disulfonsäure wurden mehrere Verfahren ausgearbeitet und zum Patent angemeldet.

## Eigenschaften
Der blaue Feststoff ist in Wasser gut löslich.

### Physikalische Eigenschaften
Im Molekül sind die π-Elektronen delokalisiert, was durch mehrere Grenzstrukturformeln veranschaulicht werden kann. Daher ist die Nomenklatur der chemischen Verbindung nicht eindeutig. Als Derivat des Triphenylmethans ist die Formulierung als Carbokation (Tritylkation) naheliegend. Die blaue Farbe zwingt aber zu der Schlussfolgerung, dass ein Cyanin-Chromophor vorliegt.
Das UV-VIS-Spektrum des Farbstoffs in wässriger Lösung zeigt drei Absorptionsbanden mit Maxima bei 312 nm, 412 nm and 640 nm. Letztere ist für die blaue Farbe verantwortlich (n→π*-Übergang, ausgehend vom nichtbindenden Elektronenpaar der Diethylamino-Gruppe).

## Verwendung
Patentblau VF ist ein in der EU zugelassener Farbstoff, u. a. für Kosmetika. Er ist auch Bestandteil blauer Tinten. In der medizinischen Diagnostik wird er als Indikator benutzt. Mit dem Farbstoff wurden Wächterlymphknoten in vivo angefärbt und sichtbar gemacht. Wie das dafür bevorzugte Isosulfanblau wurde Patentblau VF zur Überwachung von Brustkrebs (Mammakarzinom) und anderen Karzinomen empfohlen.

## Nachweis
Der Farbstoff kann durch Chromatographie und die Methoden der Instrumentellen Analytik identifiziert werden.